# Ōtō
Ōtō (jap. 大任町 Ōtō-machi) – miasto w Japonii, na wyspie Kiusiu, w prefekturze Fukuoka. Według danych na rok 2020 miejscowość zamieszkiwało 5 008 mieszkańców , a gęstość zaludnienia wyniosła 351,2 os./km².